# SV Atlétiko Flamingo
El Atlétiko Flamingo es un Equipo de  Fútbol de Bonaire que juega en la Liga de Bonaire, primera división de Fútbol en  la Isla - País.

## Historia
Fue fundado en el año 2008 en la ciudad de Nikiboko, pero fue hasta el año 2015 que lograron jugar por primera vez en la Liga de Bonaire.
En la temporada 2015/16 lograron ganar el título de la Liga de Bonaire por primera vez en su historia.

## Palmarés
- Liga de Bonaire: 1

2015/16

## Jugadores

### Jugadores destacados
- Rowendy Sumter